# Lyciasalamandra
Lyciasalamandra is een geslacht van salamanders uit de familie echte salamanders (Salamandridae). De groep werd voor het eerst wetenschappelijk beschreven door Michael Veith en Sebastian Steinfartz in 2004.
Er zijn zeven verschillende soorten die voorkomen in delen van het Midden-Oosten en leven in de landen Turkije en op enkele eilanden in de Egeïsche Zee in Griekenland. De soorten behoorden voor 2004 tot het geslacht Mertensiella.

## Soorten
Geslacht Lyciasalamandra
- Soort Lyciasalamandra antalyana
- Soort Lyciasalamandra atifi
- Soort Lyciasalamandra billae
- Soort Lyciasalamandra fazilae
- Soort Lyciasalamandra flavimembris
- Soort Lyciasalamandra helverseni – Karpathoslandsalamander
- Soort Lyciasalamandra luschani – Egeïsche landsalamander